# معركة أدريانوبل
معركة أدريانوبل وقعت في 9 أغسطس 378م بين القوط والإمبراطورية الرومانية واستطاع القوط الانتصار في تلك المعركة وقُتل الإمبراطور الروماني فالنس.
وقعت المعركة حوالي 8 أميال (13 كم) إلى الشمال من أدرنة (الآن بتركيا، بالقرب من الحدود مع اليونان وبلغاريا) في مقاطعة تراقيا. دخل القوط الغربيون في معاهده صلح مع الإمبراطور الروماني ثيودوسيس الأول ولكن بعد موته نقضوا المعاهدة وهاجموا مقدونيا واليونان بقيادة القائد القوطي ألارك.

## الخلفية
في عام 376، طلب القوط، بقيادة ألَفيفوس وفريتيجيرن، الإذن للاستقرار في الإمبراطورية الرومانية الشرقية بعد أن هُجروا بسبب غزوات الهون. على أمل أن يصبحوا مزارعين وجنودًا، سمح لهم الإمبراطور الروماني الشرقي فالنس بالاستقرار في الإمبراطورية كحلفاء. ولكن بعد عبورهم نهر الدانوب إلى الأراضي الرومانية، أدت خيانة القادة الرومان الإقليميين لوبسينوس وماكسيموس إلى ثورة القادمين الجدد بعد تعرضهم للعديد من الصعوبات.
طلب فالنس بعد ذلك من غراتيان، الإمبراطور الغربي، إرسال تعزيزات لمحاربة القوط. أرسل غراتيان الجنرال فريجيريدوس مع تعزيزات، بالإضافة إلى قائد حرسه ريتشوميرس. على مدى السنتين اللتين سبقتا معركة أدريانوبل، كانت هناك سلسلة من المعارك المتنقلة من دون انتصارات واضحة لأي من الطرفين.
في عام 378، قرر فالنس أن يتولى القيادة بنفسه وجمع قوات إضافية من موارده الخاصة في سوريا ومن احتياطيات الإمبراطورية الرومانية الغربية في بلاد الغال.
غادر فالنس أنطاكية متجهًا إلى القسطنطينية، ووصل في 30 مايو. عيَّن سيباستيانوس، القادم حديثًا من إيطاليا، لإعادة تنظيم الجيوش الرومانية الموجودة في تراقيا. اختار سيباستيانوس 2000 من جنوده وسار باتجاه أدريانوبل. وأثناء المسير، اعترضوا وأوقعوا كمائن على مجموعات صغيرة من القوط. جمع فريتيجيرن، قائد القوط قواته في نيكوبوليس وبيرويا (ستارا زاغورا حاليًا) للتعامل مع التهديد الروماني.
في ذلك الوقت، كان معظم جيش غراتيان في بانونيا حيث تعرضوا للهجوم عبر نهر الراين من قبل اللينتيينسيين (جزء من الألامانيين). بعد أن أعاد الرومان تنظيم صفوفهم وهزموا اللينتيينسيين بالقرب من أرجنتاريا (قرب كولمار الحديثة في فرنسا)، سار جيش غراتيان شرقًا جزئيًا عن طريق البحر وجزئيًا عن طريق البر.
عندما علم فالنس بنجاحات سيباستيانوس ضد القوط وبانتصار غراتيان على اللينتيينسيين، كان مستعدًا لتحقيق انتصار خاص به. لتحضير لقاء مع قوات سيباستيانوس قبل مواجهة القوط، نقل فالنس جيشه من ميلانتيا إلى أدريانوبل. في 6 أغسطس، أفادت الاستطلاعات أن نحو 10 ألف من القوط يتقدمون نحو أدريانوبل من موقع يبعد 25 كيلومترًا شمالًا. استعد فالنس في أدريانوبل بتحصين معسكره بالخنادق والسدود.
وصل ريتشوميرس، الذي أرسله غراتيان مقدمًا إلى أدريانوبل، ومعه رسالة تطلب من فالنس الانتظار حتى وصوله مع التعزيزات قبل بدء المعركة. ونصح ضباط فالنس بأن ينتظر غراتيان، لكن فالنس قرر القتال، مستعدًا لتحقيق النصر النهائي.
كان القوط أيضًا يراقبون الرومان، وفي 8 أغسطس، أرسل فريتيجيرن مبعوثًا لاقتراح السلام وتحالف مقابل الحصول على أراضٍ رومانية. واثقًا من انتصاره بسبب تفوقه العددي المفترض، رفض فالنس هذه المقترحات. ولكن أُهملت تقديرات فالنس لقوة القوط الأخذ في الاعتبار جزءًا من سلاح الفرسان القوطي الذي كان قد ابتعد لمسافات طويلة لجمع المؤن.

## تكوين القوات الرومانية
ضم جيش فالنس قوات من ثلاث جيوش ميدانية رومانية: جيش تراقيا، الذي كان متمركزًا في البلقان الشرقي وتكبّد خسائر كبيرة في الأعوام 376-377، والجيش الأول مع الإمبراطور، والجيش الثاني مع الإمبراطور. كان كلا الجيشين مع الإمبراطور يتمركزان في القسطنطينية خلال زمن السلم، ولكنهما أُرسلا إلى الجبهة الفارسية في 376 ثم إلى الغرب في 377-378.
تضمن جيش فالنس وحدات من المحاربين القدامى، رجال اعتادوا الحرب. كانت القوة بأكملها مكونة من سبعة فيالق، من بينها الفيلق الأول مكسيميانوس والمساعدين الإمبراطوريين، وكانت تتألف من 700 إلى 1000 رجل لكل فيلق. كان سلاح الفرسان مكونًا من رماة خيالة (الساجيتاري) والحرس الإمبراطوري (سكولاي).
يشير المؤرخ أميانوس مارسيلينوس إلى القوات التالية تحت قيادة فالنس:
- فيالق «لانسياري وماتيارري». تُدرج نوتيتيا ديجنيتاتوم كلاهما كفيالق بالاتينية. بعض المصادر تزعم أن «ماتيارري» قد يكونوا قوات حليفة. ومع ذلك، قد يشير مصطلح «ماتيارري» إلى مشاة مسلحين بالمطارق (إذ تعني «ماتيا» المطرقة باللاتينية). يُذكر أن فالنس كان يبحث عن الحماية مع قوات «لانسياري» و«ماتيارري» عندما انهارت القوات الرومانية الأخرى، وهو ما يشير إلى مدى اليأس الذي وصلت إليه المعركة. لكنهم في النهاية لم يتمكنوا من صد القوط.
- فرّت كتيبة من الباتافيين، يبدو أنهم كانوا في وضعية الاحتياط، ويُشار بذلك إلى رجل يدعى فيكتور حاول إحضارهم إلى المعركة لكنه لم يتمكن من العثور عليهم.
- الخيالة المدرعة (سكوتاري) والرماة. بما أن أحدهما أو كليهما كان تحت قيادة «باكريوس» الإيبيري، فمن المحتمل أن يكونوا قوات حليفة من إيبيريا القوقازية (جزء من جورجيا الحديثة) وليسوا رومانيين بشكل مباشر.
- ويشير إلى الضباط التاليين:
- ريكومير (ريتشوميرس)، أحد الحراس الشخصيين للإمبراطور الذين كانوا متمركزين في القصر الإمبراطوري، أرسل لمساعدة فالنس في عام 376. عرض أن يعمل كرهينة لتسهيل المفاوضات عندما رفض إكويتوس. نجا من المعركة، بسبب انسحابه.
- «سيباستيانوس»، القادم حديثًا من إيطاليا وكان يعمل كأحد جنرالات فالنس. قُتل في المعركة.
- «فيكتور»، القائد العام لسلاح الفرسان، وهو من أصل سَرْماتي، قاد الضباط الذين نصحوا بالانتظار لحين وصول غراتيان.
- «إيكويتوس»، قريب فالنس، ضابط ومستشار عالي المستوى. رفض أن يكون رهينة، فقد كان أسيرًا لدى القوط في «ديبالتم» وتمكن من الهروب، وكان يخشى الانتقام. قُتل في المعركة.
- «باكريوس» (الذي يُفترض أنه «باكور» الروماني)، وهو أمير من إيبيريا، كان في قيادة الرماة و/أو سكوتاري الذين رافقوا ريكومير كرهائن، وهاجموا من دون أوامر.
- «ترايانوس»، الذي كان على ما يبدو في قيادة القوات الرومانية قبل أن يتولى فالنس القيادة، ووُصف بأنه رجل عظيم وفقده في المعركة كان خسارة كبيرة. ويُقال إنه كان لا يزال على قيد الحياة عندما لجأ فالنس إلى قوات «لانسياري» و«ماتيارري».
- «فيكتور»، الكومس الذي حاول إدخال الكتيبة الاحتياطية الباتافية إلى المعركة.
- «كاسيو»، في قيادة الرماة و/أو سكوتاري المرافقين لريكومير كرهائن.
- «ساتورنيوس»، القائد العسكري الذي نجح في النجاة عبر الانسحاب.
- «فاليريانوس»، قائد الإسطبلات. قُتل في المعركة.
- «بوتينتيوس»، ضابط في سلاح الفرسان، ابن «أورسيسينوس»، القائد السابق للقوات. سقط في ريعان شبابه وكان محترمًا من الجميع.

وقتل أيضًا خمسة وثلاثون ضابطًا، من بينهم قادة الوحدات وقادة الفرق.